# Naturalny Most, Wirginia
Naturalny Most, Wirginia (ang. The Natural Bridge, Virginia) – obraz olejny namalowany przez amerykańskiego malarza Frederica Edwina Churcha w 1852, znajdujący się w zbiorach Fralin Museum of Art na University of Virginia w Charlottesville w stanie Wirginia.

## Opis
Dzieło Churcha powstało pod wpływem podróży artysty wraz z przyjaciółmi na południe USA latem 1851. Głównym celem wyprawy była formacja geologiczna Natural Bridge – spektakularny most skalny nad rzeką James w Wirginii.
Majestatyczny wygląd mostu stanowi punkt centralny obrazu. Autor skupia na nim cała swoją uwagę, reszta jest tylko tłem. Kobieta rozmawiająca z mężczyzną u dołu obrazu są ledwie widoczni, co dodatkowo podkreśla ogrom formacji. Sposób przedstawienia mostu skalnego, widok tego, co jest za nim – niczym nie zmącony dziewiczy krajobraz – sugerują, że ów most jest bramą do odkrycia nowych, rajskich terenów do lepszego życia.